# Courses sur route (monocycle)
Le monocycle sur route est une des pratiques à monocycle. Cette pratique se distingue des autres par le fait que le pratiquant circule exclusivement ou presque sur des routes asphaltées, ouvertes à la circulation ou non.

## Équipement

### Roues
Un monocycle n'ayant pas de démultiplication du pédalage (à l'exception de certains moyeux tels que le moyeu schlumpf), il n'existe que deux façons d'aller plus vite, à savoir augmenter le développement, et donc le diamètre de la roue, ou augmenter la cadence de pédalage, ce qui peut être accompli en raccourcissant les manivelles.

#### Diamètres de roue
Les monocycles utilisés pour des épreuves sur route ont généralement des roues allant de 24 à 36 pouces.
Les roues de 24 pouces sont généralement employées jusqu'à la distance de 10 km, car la catégorie standard sur cette distance limite la taille de roue à 618 mm de diamètre. Ces roues sont également utilisées en mono-athlétisme.
Sur les distances supérieures à 10 km, les monocycles employés sont généralement équipés de roue de 29 pouces, ce qui correspond à la catégorie standard (limitée à 778 mm de diamètre) pour le marathon et le 100 km par exemple.
Enfin, de nombreux monocyclistes emploient des roues de 36 pouces, qui est la plus grande taille de roue permettant à ce jour de rouler avec un pneu non plein. Ces derniers concourent alors dans la catégorie illimitée.
Aujourd'hui, les choix de combinaison jante-pneu sont de plus en plus proches les uns des autres parmi ces trois tailles de roue.

#### Longueurs de manivelles
Afin d'augmenter leur cadence de pédalage, les monocyclistes cherchent à raccourcir au maximum leurs manivelles, ce qui permet de diminuer la "vitesse de pied", en augmentant la force à appliquer sur la pédale.
Sur les distances courtes, notamment le 10 kilomètres, la catégorie standard impose des manivelles de plus de 125 mm d'entraxe, c'est donc ce qu'utilisent la très grande majorité des concurrents de cette catégorie. C'est également la longueur de manivelles utilisée en mono-athlétisme pour les mêmes raisons.
Sur les distances plus longues, la longueur des manivelles n'est pas limitée, et il existe donc une course à qui sera capable de réduire le plus l'entraxe de ses manivelles, notamment chez les utilisateurs de 29 pouces. On arrive aujourd'hui à des manivelles de 75 mm d'entraxe.
Dans la catégorie illimitée, surtout en cas d'emploi de moyeux offrant un démultiplication, les choix de longueur de manivelles sont plus variés, allant de 110 mm sur des roues de 29 pouces à vitesse jusqu'à 150 mm ou plus en 36 pouces à vitesse. Les monocycles équipés de roues de 36 pouces sans vitesse utilisent généralement des manivelles de 89 mm ou plus.

#### Moyeux
Les moyeux de monocycle sont généralement très similaires les uns aux autres, les seules différences étant leur entraxe (92, 100 ou 125 mm), le nombre de rayons, et la présence ou l'absence de support de frein à disque.  
Certains moyeux se distinguent par la possibilité d'avoir une démultiplication du pédalage, ce qui permet d'atteindre des vitesses nettement supérieures à celles obtenables sans. C'est notamment visible en étudiant l'évolution des records de monocycle en contre-la-montre. 

### Cadres
Les épreuves sur route sont probablement les épreuves sur lesquelles les monocycles sont les plus différents de l'image que l'on se fait habituellement d'un monocycle, notamment dans les catégories illimitées et standards sur longue distance. En effet, ces monocycles sont équipés de guidons, voire de prolongateurs permettant des gains aérodynamiques ainsi qu'une meilleure stabilité en bloquant certaines oscillations, notamment celle s'apparentant à un guidonnage.

### Matériaux
A l'origine, les monocycles de route étaient fabriqués intégralement en acier. Aujourd'hui, les cadres sont de plus en plus souvent en aluminium, tout comme les jantes, qui sont également de plus en plus en carbone.

### Évolutions
Les monocycles de route ont énormément évolués depuis leur origine, cela se voit notamment sur les monocycles de la catégorie illimitée.

## Épreuves

### Épreuves courantes
De nombreuses épreuves de monocycle de route existent, les plus courantes étant:

#### 10 km
Le 10 km consiste en la réalisation d'un parcours d'une distance de 10 km, sur un parcours plat. La catégorie standard sur cette épreuve est le 24 pouces (Ø < 618 mm, manivelles > 125 mm).

#### Marathon
Le marathon consiste en la réalisation d'un parcours de 42,195 km, sur un parcours plat. La catégorie standard sur cette épreuve est le 29 pouces (Ø < 778 mm, pas de limites de manivelles).

#### 100 km
Le 100 km consiste en la réalisation d'un parcours de 100 km, sur un parcours plat. La catégorie standard sur cette épreuve est le 29 pouces (Ø < 778 mm, pas de limites de manivelles).

### Épreuves plus rares
Parmi les épreuves moins courantes, on rencontre notamment :

#### Montée de col
Cette épreuve consiste en l'ascension d'un col dans le temps le plus réduit possible.

#### Endurance
Dans cette catégorie, on rencontre des épreuves de très longue distance, la plus longue d'entre elles étant Ride The Lobster.